# Station Beckenham Junction
Beckenham Junction is een spoorwegstation in Beckenham, Zuidoost-Londen, Engeland. Ook is het een halte van Tramlink.

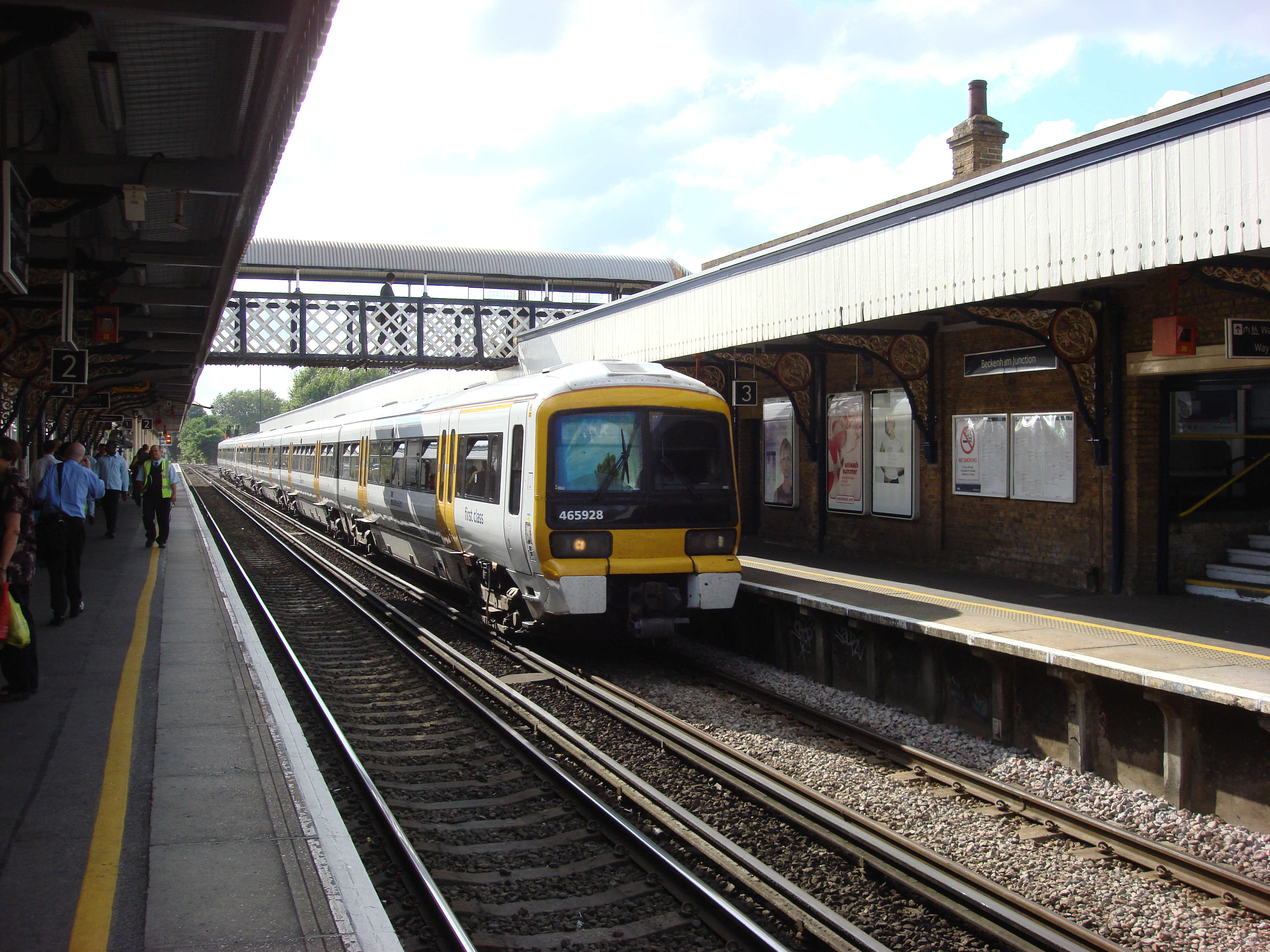
Treinstel class 465
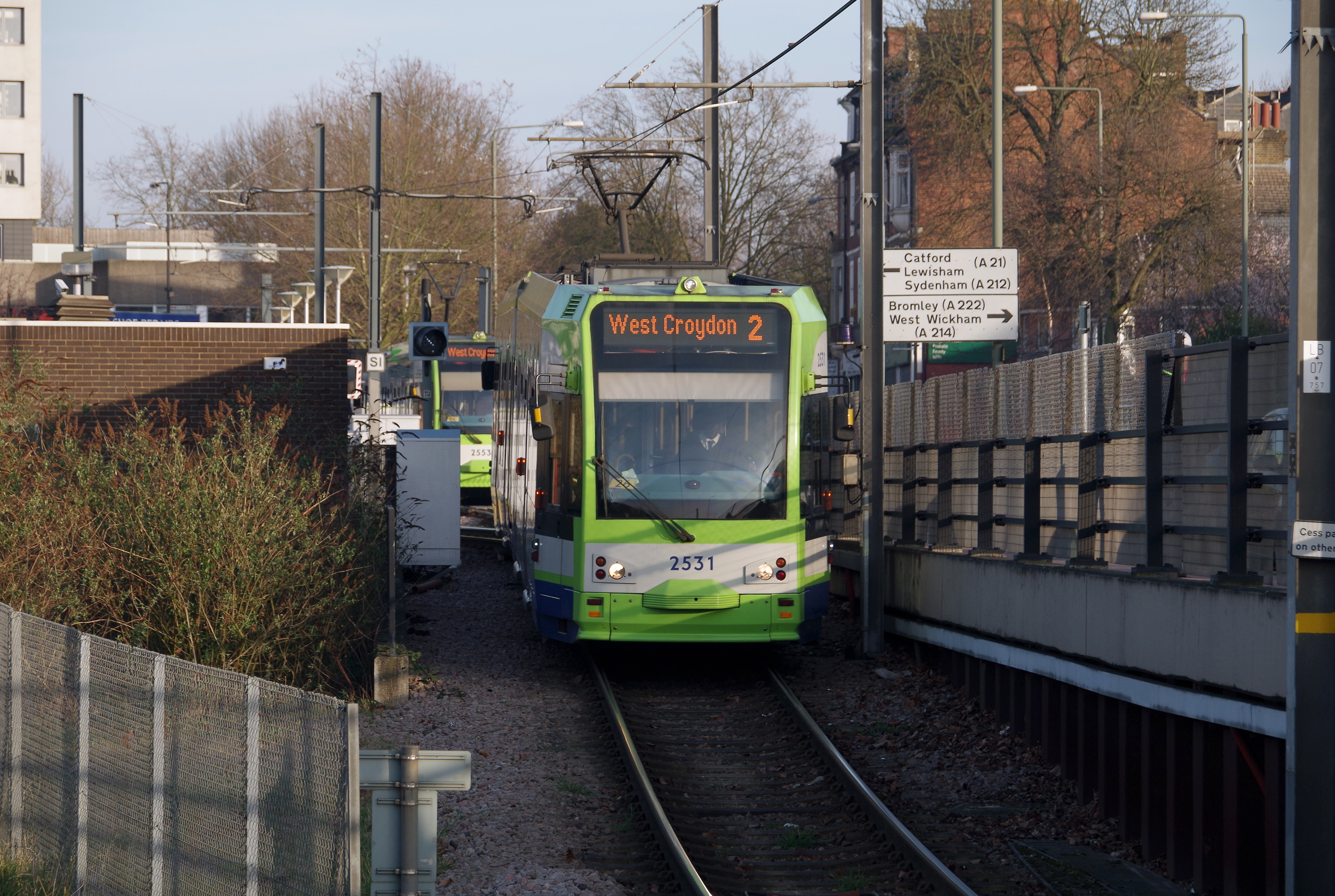
Tram naar West Croydon